# Michael Cimino
Michael Cimino (Nueva York; 3 de febrero de 1939 - Beverly Hills, entre el 28 de junio y 30 de junio de 2016) fue un director de cine, guionista y productor estadounidense. Fue más conocido por dirigir, producir y coescribir la película ganadora del Óscar 1978 The Deer Hunter y por escribir y dirigir el fracaso crítico y financiero de 1980 La puerta del cielo.

## Primeros pasos
Con dos guiones a sus espaldas (la película de ciencia ficción Naves misteriosas y Harry el fuerte), Cimino accedió a la dirección cuando su guion de Un botín de 500.000 dólares (1974) fue adquirido por la productora de Clint Eastwood, The Malpaso Company. El propio Eastwood iba a ser el encargado inicialmente de dirigir la película. Sin embargo, Cimino logró convencerlo para dirigirla él mismo. La cinta se convirtió en un éxito inmediato. 

## The Deer Hunter
Con la experiencia obtenida en su anterior largometraje, Cimino fue capaz de conseguir para su segunda película, The Deer Hunter (1978, en Hispanoamérica, El francotirador; en España, El cazador), un reparto estelar y trabajar sin interferencias del estudio. La película también se convirtió en un gran éxito comercial y de crítica, y ganó un gran número de Premios Óscar, incluido el de mejor director y mejor película.

## La puerta del cielo
Con el triunfo de The Deer Hunter, la productora United Artists le dio carta blanca para su siguiente filme, La puerta del cielo (1980). El rodaje de la película fue largo y problemático, al sobrepasar sobradamente el presupuesto asignado; el resultado no solo fue un desastre financiero, que estuvo cerca de llevar a la quiebra a la productora, sino que La puerta del cielo se convirtió en la señal, para la industria cinematográfica, del estado de fuera de control en Hollywood en ese tiempo. La película marcó el final de la era del llamado «Nuevo Hollywood». Transamerica Corporation, la propietaria de United Artists, perdió la confianza en la productora y en sus ejecutivos, y vendió pronto la compañía, la cual fue comprada por Metro-Goldwyn-Mayer en 1981. 
La película fue severamente editada por el estudio, lo que llevó a un fracaso de público, y también fue tratada duramente por una parte de la crítica.
Luego, apareció una nueva versión extendida que permitió percibirla como una película muy estimable que en su momento no fue adecuadamente entendida ni por los productores ni por la crítica.

## Footloose
En 1984, la productora Paramount Pictures, después de no alcanzar un acuerdo con el director Herbert Ross, sorprendentemente, ofreció la dirección de Footloose a Cimino, contratando como guionista a Dean Pitchford. Cimino estuvo al frente de la película durante cuatro meses, haciendo demandas extravagantes relativas a la construcción de decorados y la producción en general. Finalmente, Paramount consideró que tenía en sus manos otra La puerta del cielo; despidió a Cimino y la película se rodó con Ross como director, tal como se había pensado inicialmente. 
Este episodio, aunque parezca trivial, tuvo un largo alcance para la carrera de Cimino. Después del episodio de Footloose, Cimino fue considerado en la industria del cine como alguien que no había aprendido la lección con La puerta del cielo. Los ejecutivos llegaron a la conclusión de que, llegado el momento, Cimino podría hacer de nuevo demandas extravagantes que podían conducir a otra debacle. Así, Hollywood le volvió la espalda a Cimino después del episodio de Footloose. Todas las películas que dirigió posteriormente debieron ser financiadas de manera independiente y no por un estudio.

## Otros proyectos
Michael Cimino firmó un contrato para varias películas con United Artists en 1979. La puerta del cielo fue la primera producción, pero la mayor parte de las otras fueron anuladas debido al fracaso de esta cinta.
Escribió un guion para El manantial, basada en una novela de Ayn Rand. Escribió 27 borradores de este guion y fue elegido previamente por United Artists en 1975. La película iba a ser filmada después de La puerta del cielo, pero fue suspendida por United Artists.
También escribió el guion de Los perros de la guerra, pero fue apartado del proyecto. Esta película fue finalmente llevada a cabo con un guion reescrito en 1981.
Escribió el guion de The Life and Dreams of Frank Costello conjuntamente con James Toback y mantuvo contactos con tres estudios diferentes (United Artists, Warner Bros. y Dino De Laurentiis) desde 1979 hasta 1989. La película nunca llegó a realizarse.
Perfect Strangers era una historia de amor escrita por Cimino que iba a ser producida por David Picker. El guion fue a preproducción en la Paramount pero finalmente no se realizó.
Cimino tomó el proyecto de Motín a bordo (1984) después de David Lean, pero fue desplazado de la producción después de La puerta del cielo. De manera irónica, Lean era a quien United Artists le iba a ofrecer la dirección de La puerta del cielo cuando la producción sobrepasó todos los presupuestos.
Escribió un guion, Pearl, sobre la vida de Janis Joplin, que fue reescrito en múltiples ocasiones y se convirtió en la película La rosa (1979).
Fue el director original escogido para el clásico de ciencia ficción La zona muerta, pero fue apartado del proyecto por diferencias con Stephen King en la creación del guion.
Fue desplazado de la dirección del rodaje de la película Sed de poder. Stuart Rosenberg lo sustituyó y Cimino no figuró en los títulos de crédito.
Escribió conjuntamente con Raymond Carver un guion sobre la vida de Fiódor Dostoyevski, pero nunca llegó a realizarse.
Escribió una adaptación de The Yellow Jersey con Dustin Hoffman y con producción de Lorimar Productions en 1985, pero este proyecto fue desechado.
Escribió una adaptación de la obra de Truman Capote Handcarved Coffins, para Dan Rissner en MGM, e iba a dirigirla después de Year of the Dragon, pero el proyecto se canceló después de que Rissner fuera despedido del estudio.

## Trabajos posteriores
En Year of the Dragon (1985), adaptada por él mismo y Oliver Stone de la novela de Robert Daley, las cosas funcionaron más o menos bien durante el rodaje. La polémica vendría con las acusaciones generalizadas de racismo contra la película. La comunidad china la criticó por considerar que ofrecía una imagen de los chinos poco o nada correcta, así como de un Chinatown que en su opinión nada se correspondía con la realidad.
Además, Year of the Dragon también fue nominada para cinco premios Razzie, incluido Peor director y Peor guion. 
En 2001, Cimino publicó su primera novela, Big Jane. Más adelante, ese mismo año, el ministro francés de cultura lo condecoró con la medalla Chevalier des Arts et des Lettres.

## Filmografía
| Título en inglés          | Título en español                                      | Rol                            | Año  | Duración | Óscar                  | Globo de Oro           | Cannes      | Razzie                 |
| ------------------------- | ------------------------------------------------------ | ------------------------------ | ---- | -------- | ---------------------- | ---------------------- | ----------- | ---------------------- |
| Thunderbolt and Lightfoot | Un botín de 500.000 dólares                            | Director y escritor            | 1974 | 115'     | Nominado: 1            |                        |             |                        |
| The Deer Hunter           | El cazador (España), El francotirador (Hispanoamérica) | Director, productor y escritor | 1978 | 182'     | Ganador: 5 Nominado: 4 | Ganador: 1 Nominado: 5 |             |                        |
| The Rose                  | La rosa                                                | Guionista                      | 1979 | 125'     | Nominado: 4            |                        |             |                        |
| Heaven's Gate             | La puerta del cielo                                    | Director y escritor            | 1980 | 219'     | Nominado: 1            |                        | Nominado: 1 | Ganador: 1 Nominado: 4 |
| Year of the Dragon        | Manhattan Sur                                          | Director y escritor            | 1985 | 134'     |                        | Nominado: 2            |             | Nominado: 5            |
| The Sicilian              | El siciliano                                           | Director, productor y escritor | 1987 | 116'     |                        |                        |             |                        |
| Desperate Hours           | 37 horas desesperadas                                  | Director y productor           | 1990 | 105'     |                        |                        |             | Nominado: 1            |
| The Sunchaser             | Sunchaser                                              | Director y productor           | 1996 | 122'     |                        |                        |             | Nominado: 1            |

## Premios y nominaciones
Premios Óscar
| Año  | Categoría            | Película        | Resultado |
| ---- | -------------------- | --------------- | --------- |
| 1979 | Mejor película       | The Deer Hunter | Ganador   |
| 1979 | Mejor director       | The Deer Hunter | Ganador   |
| 1979 | Mejor guion original | The Deer Hunter | Nominado  |

Premios Golden Raspberry
| Año  | Categoría     | Película            | Resultado |
| ---- | ------------- | ------------------- | --------- |
| 1982 | Peor película | La puerta del cielo | Nominado  |
| 1982 | Peor director | La puerta del cielo | Ganador   |
| 1982 | Peor guion    | La puerta del cielo | Nominado  |
| 1986 | Peor director | Year of the Dragon  | Nominado  |
| 1986 | Peor guion    | Year of the Dragon  | Nominado  |

Festival Internacional de Cine de Venecia
| Año  | Categoría                                      | Resultado |
| ---- | ---------------------------------------------- | --------- |
| 2012 | Premio Persol de tributo al talento visionario | Ganador   |